# Dyrektywa w sprawie ponownego wykorzystania informacji sektora publicznego
Dyrektywa 2003/98/WE Parlamentu Europejskiego i Rady z dnia 17 listopada 2003 r. w sprawie ponownego wykorzystywania informacji sektora publicznego, nazywana również Dyrektywą PSI albo Dyrektywą reuse to dyrektywa unijna, która dotyczy gospodarczego prawa do ponownego wykorzystania informacji publicznej (nazywanej w terminologii Unijnej "Informacją Sektora Publicznego"). Dyrektywa nakłania państwa członkowskie Unii Europejskiej do udostępniania jak najszerszego zakresu zasobów do ponownego wykorzystania, określa też warunki na których to się odbywa. Dyrektywa zapewnia jednolite ramy udostępniania informacji publicznej do ponownego wykorzystania przez państwa członkowskie. Dyrektywa nie dotyczy kwestii dostępu do informacji publicznej, wynikającej z prawa do informacji (które w Polsce jest prawem konstytucyjnym). 
Jednym z założeń dyrektywy jest redukowanie barier dla ponownego wykorzystania informacji publicznej. Oznacza to w szczególności udostępniania informacji przez państwa członkowskie bezpośrednio w sieci - tak by nie trzeba było składać wniosków o udostępnienie informacji do ponownego wykorzystania; oraz redukowania - lub całkowitego znoszenia - opłat za ponowne wykorzystania informacji publicznej.

## Otwarte dane
Jednym z kluczowych obszarów podlegających udostępnieniu do ponownego wykorzystania są dane publiczne, będące szczególną formą informacji publicznej. Komisja Europejska zakłada, że dane publiczne dostępne w sposób otwarty (tak zwane otwarte dane) są skutecznym sposobem na tworzenie wartości dodanej poprzez ponowne wykorzystanie informacji publicznej. Dane - takie jak np. geodane, dane meteorologiczne czy dane statystyczne - są przy tym uważane za rodzaj informacji publicznej szczególnie nadającej się do ponownego wykorzystania. Komisja Europejska wymienia następujące zalety modelu "otwartych danych":
- otwarte dane mają wysoki potencjał wykorzystania jako podstawa nowych usług i produktów, co oznacza też generowanie ekonomicznej wartości dodanej dla gospodarki europejskiej
- otwartość danych pozwala rozwiązywać problemy społeczne dzięki nowym i innowacyjnym rozwiązaniom
- otwarte dzielenie się danymi zwiększa efektywność działań instytucji publicznych (także w różnych państwach)
- otwarte dane wspierają zaangażowanie obywateli w życie polityczne i społeczne oraz wzrost przejrzystości działań rządu